# Pallacanestro Virtus Roma 2004-2005
Questa voce raccoglie le informazioni riguardanti la Pallacanestro Virtus Roma nelle competizioni ufficiali della stagione 2004-2005.

## Stagione
La stagione 2004-2005 della Pallacanestro Virtus Roma, sponsorizzata Lottomatica, è la 21ª nel massimo campionato italiano di pallacanestro, la Serie A.
All'inizio della nuova stagione la Lega Basket decise di modificare il regolamento riguardo al numero di giocatori extracomunitari consentiti per ogni squadra che così passò a tre.

## Roster
Aggiornato al 22 dicembre 2021.
| Lottomatica Roma 2004-05 | Lottomatica Roma 2004-05 |
| Giocatori                | Staff tecnico            |
| ------------------------ | ------------------------ |

| N. | Naz.                                          | Ruolo | Nome                   | Anno | Alt.   | Peso   |  |
| -- | --------------------------------------------- | ----- | ---------------------- | ---- | ------ | ------ |  |
| 5  | Stati Uniti (bandiera)                        | P     | Tyus Edney             | 1973 | 178 cm | 78 kg  |  |
| 6  | Italia (bandiera)                             | P     | Jacopo Giachetti       | 1983 | 191 cm | 81 kg  |  |
| 7  | Stati Uniti (bandiera)                        | AP    | David Hawkins          | 1982 | 195 cm | 92 kg  |  |
| 8  | Italia (bandiera)                             | AG    | Alessandro Tonolli (C) | 1974 | 202 cm | 99 kg  |  |
| 9  | Italia (bandiera)                             | AP    | Alex Righetti          | 1977 | 198 cm | 95 kg  |  |
| 10 | Argentina (bandiera) · Italia (bandiera)      | G     | Hugo Sconochini        | 1971 | 192 cm | 101 kg |  |
| 11 | Italia (bandiera)                             | P     | Davide Bonora          | 1973 | 186 cm | 84 kg  |  |
| 12 | Bulgaria (bandiera) · Francia (bandiera)      | C     | Vasil Evtimov          | 1977 | 208 cm | 120 kg |  |
| 13 | Italia (bandiera)                             | C     | Luca Garri             | 1982 | 208 cm | 103 kg |  |
| 14 | Belgio (bandiera)                             | C     | Tomas Van Den Spiegel  | 1978 | 214 cm | 118 kg |  |
| 15 | Rep. Ceca (bandiera)                          | AP    | Luboš Bartoň           | 1980 | 202 cm | 100 kg |  |
| 16 | Italia (bandiera)                             | AC    | Giacomo Chiminello     | 1986 | 200 cm |        |  |
| 18 | Australia (bandiera) · Regno Unito (bandiera) | C     | Wade Helliwell         | 1978 | 212 cm | 118 kg |  |
| 19 | Stati Uniti (bandiera)                        | G     | Maurice Carter         | 1976 | 196 cm | 95 kg  |  |
| 19 | Italia (bandiera)                             | AG    | Daniele Bonessio       | 1988 | 200 cm | 98 kg  |  |
| 20 | Slovenia (bandiera)                           | AG    | Marko Tušek            | 1975 | 204 cm | 120 kg |  |
| -  | Italia (bandiera)                             | G     | Luca Anselmi           | 1988 | 195 cm |        |  |
| -  | Italia (bandiera)                             | G     | Marco Bini             | 1988 |        |        |  |

| Allenatore |
| - Piero Bucchi (fino all'11gennaio) - Guido Saibene (dall'11 gennaio fino al 18 gennaio) - Svetislav Pešić (dal 18 gennaio) |
| Assistente/i |
| - Guido Saibene (fino all'11 gennaio e dal 18 gennaio) Legenda - (C) Capitano - (IN) Inattivo - Infortunato                 |

## Mercato

### Sessione estiva
| Acquisti | Acquisti              | Acquisti          | Acquisti   | Acquisti |
| R.       | Nome                  | da                | Modalità   |          |
| -------- | --------------------- | ----------------- | ---------- | -------- |
| C        | Tomas Van Den Spiegel | Fortitudo Bologna | definitivo |          |
| G        | Maurice Carter        | N.O. Hornets      | definitivo |          |
| P        | Tyus Edney            | Pall. Treviso     | definitivo |          |
| G        | Hugo Sconochini       | Olimpia Milano    | definitivo |          |
| C        | Luca Garri            | Basket Livorno    | definitivo |          |
| P        | Jacopo Giachetti      | Basket Livorno    | definitivo |          |

| Cessioni | Cessioni          | Cessioni          | Cessioni       | Cessioni |
| R.       | Nome              | a                 | Modalità       |          |
| -------- | ----------------- | ----------------- | -------------- | -------- |
| C        | Rashard Griffith  | Tenerife          | fine contratto |          |
| GA       | Jay Larrañaga     | Viola R. Calabria | fine contratto |          |
| G        | Carlton Myers     | Mens Sana Siena   | fine contratto |          |
| P        | Keith McLeod      | Utah Jazz         | fine contratto |          |
| G        | Vincenzo Esposito | A. Costa Imola    | fine contratto |          |
| C        | Roberto Cipolat   |                   | fine contratto |          |
| AC       | Cal Bowdler       | Pall. Varese      | fine contratto |          |
| PG       | Johnny Branch     |                   | ritirato       |          |

### Dopo l'inizio della stagione
| Acquisti | Acquisti      | Acquisti                             | Acquisti      | Acquisti   |
| R.       | Nome          | da                                   | Data          | Modalità   |
| -------- | ------------- | ------------------------------------ | ------------- | ---------- |
| C        | Vasil Evtimov | Siviglia                             | febbraio 2005 | definitivo |
| AP       | David Hawkins | Nuova A.M.G. Sebastiani Basket Rieti | aprile 2005   | definitivo |

| Cessioni | Cessioni       | Cessioni   | Cessioni   | Cessioni    |
| R.       | Nome           | a          | Data       | Modalità    |
| -------- | -------------- | ---------- | ---------- | ----------- |
| G        | Maurice Carter | Free agent | marzo 2005 | rescissione |